# Джек і бобове стебло (фільм, 1994)
Джек і бобове стебло (англ. Beanstalk) — американський фільм 1994 року, знятий за мотивами однойменної англійської народної казки.

## Сюжет
Хлопчик Джек Тейлор живе в маленькому містечку Роквілль. Йому щодня доводиться терпіти образи і глузування ровесників, а його мама ледь зводить кінці з кінцями, щоб заплатити за будинок. Але одного разу до Джека потрапляє ящик з незвичайними бобовими зернами. Він саджає насіння на задньому дворику і з нього виростає бобове стебло неймовірних розмірів. Рухомий цікавістю, Джек підіймається по гігантській рослині, де його чекає знайомство з цілою сімейкою справжніх велетнів.

## У ролях
| Актор             | Роль                        |
| ----------------- | --------------------------- |
| Дж.Д. Деніелс     | Джек Тейлор                 |
| Емі Сток-Пойнтон  | Ребекка Тейлор (мама Джека) |
| Патрік Ренна      | Денні                       |
| Річард Молл       | Річард Ліч                  |
| Річард Пол        | мер Сесіл Боггс             |
| Кеті Маколі       | дружина велетня             |
| Девід Нотон       | містер Ледд                 |
| Домінік Адлер     | Лонні (Дівчина на лавці)    |
| Сінді Соренсон    | дочка велетня               |
| Стюарт Панкін     | Гігант                      |
| Марго Кіддер      | доктор Кейт Вінстон         |
| Джо Візерелл      | озброєна охорона            |
| Деніел О'Каллаган | працівник бензопилою        |
| Курт Босен        | інженер                     |
| Ейдан Ханзей      | репортер                    |
| «Дикий» Білл Мок  | Форман                      |
| Рекс Пірсон       | охорона                     |
| Стівен Джей Блум  | людина з тачкою             |